# Daniele da Volterra

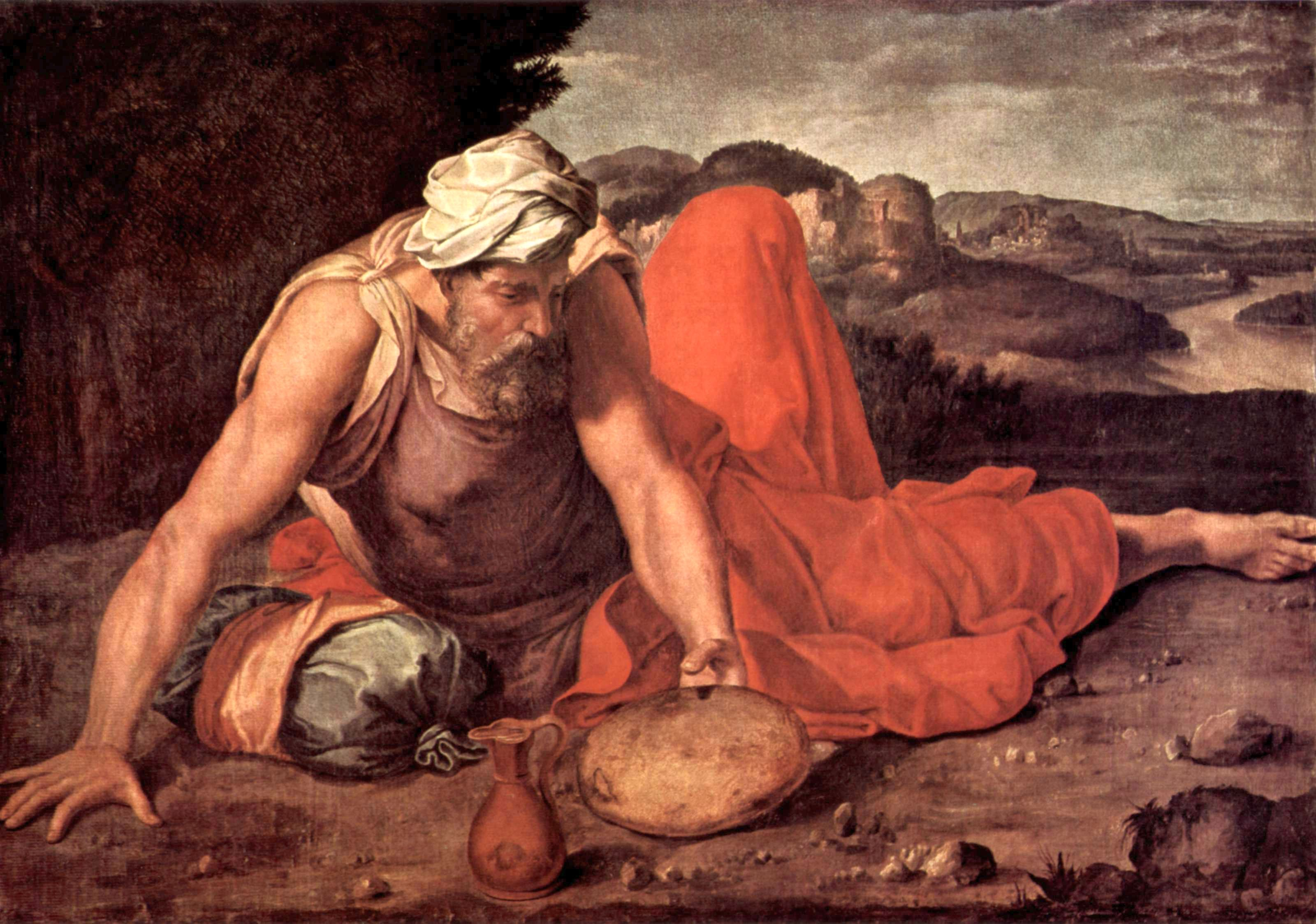
Daniele da Volterra, El profeta Elies (circa 1550-1560)

Daniele Ricciarelli, més conegut com a Daniele da Volterra (c. 1509 - Roma, 4 d'abril de 1566), va ser un pintor i escultor manierista italià.
Se'l recorda per la seva associació -de tota manera- amb l'obra de Miquel Àngel. Moltes de les obres més importants de Daniele es van basar en dissenys realitzats amb aquest propòsit per Miquel Àngel, i després de la mort d'aquest últim, Daniele va cobrir els genitals d'El judici Final amb vestimenta, la qual cosa li va guanyar el nom d'Il Braghettone.

## Biografia
Daniele da Volterra va néixer a Volterra, actual Lazio. De jove, va iniciar estudis amb els artistes sienesos Il Sodoma i Baldassare Peruzzi, amb els quals no va tenir una bona relació. Es creu que va acompanyar Peruzzi a Roma el 1535, ajudant-lo a pintar els frescs del Palazzo Massimo alle Colonne. Posteriorment, va ingressar com a aprenent de Perin del Vaga.
De 1538 a 1541, va ajudar Perin amb els frescs de la vil·la del cardenal Trivulvives a Salònia, a la capella Massimi de Trinità dei Monti i a la capella de la crucifixió de Sant Marcello al Corso. Li van encomanar la pintura d'un altre fresc al saló principal del Palazzo Massimo, sobre la vida de Quint Fabi Màxim Berrugós.
A Roma, va començar a treballar en el cercle de Miquel Àngel, i va fer amistat amb el mestre, que va usar la seva influència amb el papa Pau III per a assegurar a Daniele encàrrecs i el lloc de superintendent de les obres vaticanes, càrrec que mantindria fins a la mort del papa.
Miquel Àngel li va proveir esbossos sobre els quals Daniele va basar algunes de les seves pintures, especialment la seva sèrie de frescs a la capella Orsini a Trinità dei Monti, l'encàrrec dels quals va rebre el 1541.
Després, Daniele va rebre del papa Pau III l'encàrrec de completar la sala Règia. A la mort del papa el 1549, va perdre el càrrec de superintendent i la pensió corresponent.
Va morir a Roma el 1566. D'acord amb el seu testament, el genoll de marbre de la cama que falta del Jesucrist de Miquel Àngel va ser al seu poder en l'època de la seva mort.

## Obra

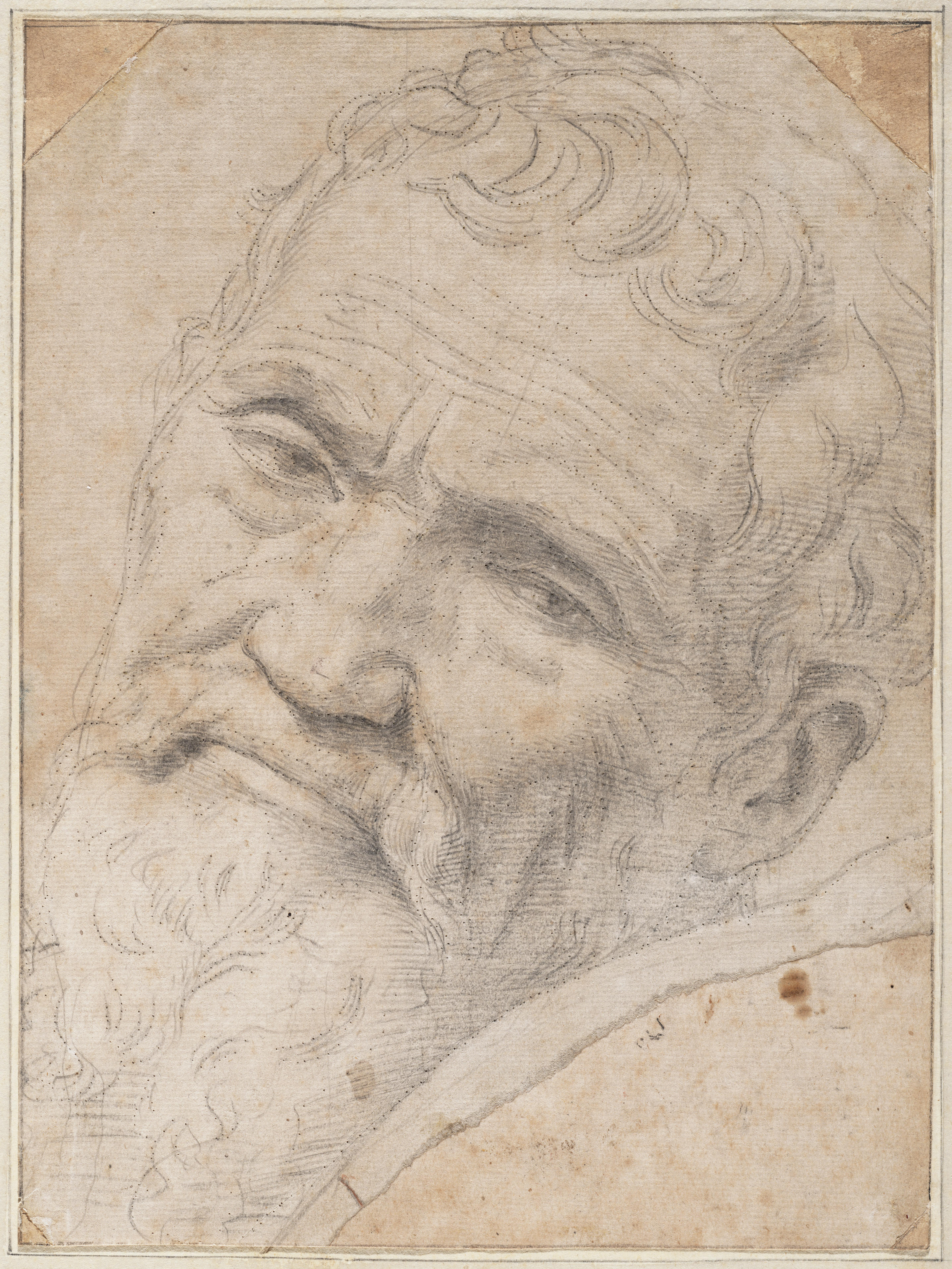
Retrat de Miquel Àngel, per Daniele da Volterra (Museu Teyler, Haarlem)

La pintura més coneguda de Daniele és el seu Descens de la creu, realitzat sobre esbossos de Miquel Àngel a Trinitá dei Monti, prop de 1545. Aquesta obra va ser molt apreciada en el seu temps i considerada a l'altura de la Transfiguració de Rafael Sanzio i la Darrera comunió de sant Jerònim, de Domenichino. El díptic David vencent Goliat (c. 1555, Museu del Louvre) també degué basar-se en esbossos de Miquel Àngel, i per força temps es va atribuir a aquest.
Altres obres notables són La massacre dels innocents, del 1557, un retrat que va fer de Miquel Àngel, i un bust basat en un motlle del rostre del mestre pres en haver mort.
Entre les escultures més conegudes, es troba la de Cleopatra al mirador. Daniele va rebre des de França l'encàrrec de fer una escultura eqüestre en bronze d'Enric II, però només va acabar el cavall. Aquesta obra inconclusa va ser més tard utilitzada per a una estàtua de Lluís XIII a la plaça dels Vosges, destruïda durant la Revolució francesa.

## Estil
L'estil de Daniele com a pintor es descriu en l'edició de l'Enciclopèdia Catòlica de 1913:
| « | La seva obra es distingeix per la bellesa i el colorit, composició excel·lent, veritable vigor, i una curiosament estranya oposició entre llums i ombres. Quan s'acosta a l'estil de Miquel Àngel, és un artista rellevant; quan participa de les dolçors de Sodoma, es converteix en manierista, portador d'una certa bellesa exagerada. Un autor recent ha manifestat que exagera les peculiaritats de Miquel Àngel, trepitjant les perilloses altures del sublim i -desposseït de les maneres calmades del seu mestre- corre el risc de caure... La seva posició enfront de la crítica actual és molt diferent de la que es donava una generació enrere, aproximant-se a una visió verídica del seu art... | » |